# Follervig
Follervig (dansk), Vollerwiek (tysk) eller Folerwiik (nordfrisisk) er en landsby og kommune i det nordlige Tyskland under Kreis Nordfriesland i den delstaten Slesvig-Holsten. Byen er beliggende på halvøen Ejdersted i det sydvestlige Sydslesvig. Byen romanske stenkirke blev allerede indviet i 1113. Kirken er viet til Sankt Morten.
Kommunen samarbejder på administrativt plan med andre kommuner i Ejdersted kommunefælleskab (Amt Eiderstedt). Follervig er overvejende præget af landbrug og turisme.